# Reticopsis nubila
Reticopsis nubila är en insektsart som beskrevs av Van Duzee 1890. Reticopsis nubila ingår i släktet Reticopsis och familjen dvärgstritar. Inga underarter finns listade i Catalogue of Life.